# Alain Fauré
Pour les articles homonymes, voir Fauré.
Alain Fauré, né le 1er octobre 1962 à Pamiers (Ariège) et mort le 12 juillet 2018 aux Pujols, dans le même département, est un chef d'entreprise et un homme politique français, membre du Parti socialiste.
Il est élu député aux élections législatives françaises de 2012 pour la deuxième circonscription de l'Ariège.

## Biographie
Après un mandat de député de 2012 à 2017, et une candidature malheureuse aux élections municipales de 2014 à Pamiers, Alain Fauré échoue aux élections législatives de juin 2017 dans un contexte défavorable à son parti ; il annonce alors quitter la vie politique. Par conséquent, il démissionne de son poste de conseiller municipal de Pamiers quelques mois plus tard.
Il meurt le 12 juillet 2018 à son domicile des Pujols,.

## Mandats
- 19 mars 1989 : adjoint au maire des Pujols (Ariège) : créé le syndicat intercommunal à vocation éducative (SIVE) de la commune afin de regrouper sept villages. De 64 enfants répartis sur trois classes à la rentrée de septembre 1989, l'école compte aujourd’hui 171 enfants.
- 1er janvier 1991 : représentant de la commune des Pujols au sein de l’association qui deviendra la Communauté de communes du Pays de Pamiers.
- 18 juin 1995 : devient adjoint au maire des Pujols.
- 18 mars 2001 : est élu maire des Pujols et devient vice-président de la Communauté de communes du Pays de Pamiers chargé des travaux et de la voirie.
- 9 mars 2008 : est réélu maire des Pujols.
- 17 juin 2007 : est élu suppléant d'Henri Nayrou, le député de la deuxième circonscription de l'Ariège.
- 17 juin 2012 : est élu député de la deuxième circonscription de l'Ariège.